# Carvaka formosana
Carvaka formosana är en insektsart som beskrevs av Matsumura 1914. Carvaka formosana ingår i släktet Carvaka och familjen dvärgstritar. Inga underarter finns listade i Catalogue of Life.